# روزا ماريا إيبارا
روزا ماريا ايبارا (من مواليد 10 سبتمبر 1969) هي قانونية وسياسية إسبانية كاتالونية.
هي حاصلة على إجازة في القانون من جامعة ليدا وماجستير في القيادة للإدارة الاجتماعية والسياسية من جامعة برشلونة المستقلة. عملت كرئيسة للوفد في دار الملكية الحضرية في تاراغونا حتى تم انتخابها نائبة وعضوًا في معهد دراسات فالنس.
كما أنها مناضلة في حزب كاتالونيا الاشتراكي منذ عام 2005، تم اختيارها مستشارًا لمجلس مدينة أليو في الانتخابات البلدية لعام 1999 في إسبانيا و2003، ومستشارة بلدية فالس في الانتخابات البلدية الإسبانية لعام 2007 و2011 وفي الانتخابات المحلية لعام 2015، كانت مرشحة لمنصب العمدة لكنها لم يتم انتخابها وأصبحت متحدثة باسم المجموعة الاشتراكية البلدية، كما كانت مرشحة في الانتخابات المحلية الإسبانية لعام 2019 وأعيد انتخابها المتحدث الرسمي. من 1999 إلى 2015 كانت عضوًا في المجلس الإقليمي ألت كامب.
في عام 2015 كانت رئيسة مجلس اتحاد حزب كاتالونيا الاشتراكي في كامب دي تاراغونا. انتخبت نائبة في انتخابات برلمان كتالونيا لعام 2015 وانتخابات عام 2017، حيث كانت رئيسة قائمة المقاطعات بعد حل البرلمان تطبيقاً للمادة 155 من الدستور الإسباني. إيبارا عضو في السلطة التنفيذية الوطنية لحزب كاتالونيا الاشتراكي.